# Lijst van kunstwerken in het Mauritshuis/J
Lijst van kunstwerken in het Mauritshuis en de Galerij Prins Willem V in Den Haag met werken van kunstenaars van wie de naam begint met de letter J. Vermeldingen in het grijs geven aan dat het werk geen deel meer uitmaakt van de collectie, bijvoorbeeld omdat het in bruikleen gegeven is aan een andere instelling of omdat het teruggegeven is aan de bruikleengever.
| Inventaris-nummer | Maker                           | Titel                                                             | Datering  | Type       | Afbeelding |
| ----------------- | ------------------------------- | ----------------------------------------------------------------- | --------- | ---------- | ---------- |
| 688               | Cornelis Janssens van Ceulen    | Portret van Jan Beck en zijn vijf kinderen                        | 1650      | Schilderij |            |
| 1130              | Johan Maurits van Nassau-Siegen | Brief van Johan Maurits van Nassau-Siegen aan Constantijn Huygens | 1641      | Brief      |            |
| 937               | Jacob Jordaens                  | De aanbidding van de herders                                      | Ca. 1617  | Schilderij |            |
| 849               | Jacob Jordaens                  | Marsyas door de muzen mishandeld                                  | 1630-1640 | Schilderij |            |